# Torjay Valter
Torjay Valter (Szombathely, 1964. november 17. –) magyar festőművész és művészettörténész.

## Élete, tanulóévei
A szombathelyi Berzsenyi Dániel Tanárképző Főiskola rajz szakán Mészáros György tanítványa 1984 és 1988 között. Itt sajátította el a képzőművészet alapjait. Közvetlenül a főiskola elvégzése után felvételizett a Képzőművészeti Főiskolára, ahonnan sajátos, szakmaiságot mellőző indokkal ("Miért akar még egy diplomát, amikor már van egy?") a döntő fordulóban kiejtették.
Ettől kezdve ellentétben állt a művészet hivatalos irányvonalával. Az avantgárd előtti, jórészt 19. századi festészet prominenseitől tanult autodidakta módon. Felismeri, hogy a 20. századi avantgárd akadémizmus-szerűvé, érdek-kérdéssé vált. Így már 1988-tól következetes neokonzervatív- figurális munkálkodásba kezdett. Fő érdeklődési területe a szimbolizmus.
Mindennek következményeként magányos, kevéssé propagált életművet alakít ki. Magát „renegát”-nak nevezi, aki a mai művészeti élet hivatalos keretein kívül alkot, mert az nem viseli el hagyományelvű, következetesen figuratív, humánus művészetét. Számos hasonló próbálkozással szemben nem hajlandó kompromisszumokra: sem a dia-kifestésekre jellemző hideg, éles és durva megoldások, sem a különböző rajzolóprogramokkal eltorzított, így groteszkké tett fotók lefestése, sem pedig klasszikus műalkotások posztmodern "átértelmezése" nem jellemző stílusára.
Többször megfordult a Véső Ágoston által vezetett nagybányai művésztelepen, valamint a nagykőrösi művésztelepen is, melynek szervezője Révay György.
Első gyűjteményes kiállítása 2009 decemberében a szombathelyi Megyei Művelődési és Ifjúsági Központban volt, ahol négy teremben, 114 festői és grafikai alkotást mutatott be.

## Stílusa
Torjay Valter már pályája első éveiben gyakran dolgozott szabadban, s ezt a gyakorlatot máig folytatja. Véleménye szerint nem szabad megszakítani a közvetlen kapcsolatot a természettel. Hosszú éveken keresztül művek sorozatát alkotta a szombathelyi un. „szentmártoni” temetőről, melynek fennmaradásáért másfél évtizedig küzdött, s amely így még ma is létezik. Számos portrét, aktot is festett és rajzolt, hogy az ábrázolás klasszikus módszereit minél alaposabban kiismerje. Már a 80-as évek végétől műveli a monotípia technikáját, amely egyik legfontosabb kifejezési formájává lépett elő, lehetőséget adva apróbb rögtönzésekre, csapongásokra.
A művész legfőbb kifejezőeszköze az olajfesték, amelyet mindenfajta kollázs, vagy más, modern technikától megtisztítva, tisztán használ. Festményei között nemcsak az előbb említett témák, hanem nagyobb számú, szimbolikus jellegű kompozíció is megtalálható, ezekből az egyik legkorábbi az 1988-1989- ben alkotott "József" Ferenczy Károly "Józsefet eladják testvérei", című, 1900-ban festett művének aktualizálása. Generációjának jövőképtelen reménytelenségét festi, amikor mindenki a rendszerváltozás lázában, reményeiben ég. A kép magára hagyott "Józsefe" szomorú, prófétai mementó lett. A mű ma az Első Magyar Látványtár tulajdona.
Torjay stílusára a színek fokozatos erősödése a jellemző, a kezdeti sötétebb periódus után. Erre kiváló példa a "Háttal Beatricének", vagy a 2006-ban festett "Éva", amelynek párja, az "Ádám", hasonló formátumban 2008 nyarán készült el. Nyilvánvaló a témában a századforduló festészetének gyakori témájára való utalás, hiszen Marées-tól Munch-ig rengetegen feldolgozták ezt a témát, a férfi és női lényeg egyfajta megközelítését. Torjay esetében az "Éva" lazább színei a nőiség, míg az "Ádám" kontrasztosabb figura-természet kapcsolatában a férfi sajátosságait juttatja érvényre.
Monotípiáin fejek, aktok, mitológiai- és bibliai történetek elevenednek meg foltszerű, festői felfogásban. Korábban passióval készített, de mára megfogyatkozott tusrajzainak témája hasonló, erőteljes, sodró lendületű sraffírozásai a svéd Anders Zorn rézkarcaiból merít, de nem utánozza azt.

## Példaképei
Talán nem felesleges egy egyszerű felsorolás, illetve néhány olyan név megemlítése, ami segít a művészetének eredete megértésében. Minden sorrendiség nélkül tehát:
Mednyánszky László, Anders Zorn, John Everett Millais, Fernand Khnopff, Franz von Stuck, Arnold Böcklin, Hans Rudolf Füssli, Henri Le Sidaner, Alphonse Osbert, Odilon Redon, Giovanni Bellini, Lorenzo Lotto, Hans Thoma, Hans von Marées, Henri Fantin-Latour, Tornyai János, Ferenczy Károly, Jacek Malczewsky, Edward Okuń, Akseli Gallen-Kallela, Puvis de Chavannes, Gustave Moreau, Edvard Munch és még többen.

## Művészettörténeti munkái
Torjay Valter 2002-ben végzett az ELTE művészettörténet szakán. Kutatási területe Vas vármegye monarchia kori bútor- és sírkőművessége, ezen kívül számos képzőművészeti kiállítást nyitott meg. 1992-től a Szombathelyi Művészeti Szakközépiskola művészettörténet tanára.

## Publikációi (válogatás)
- Képző, és iparművészek Vas megyében 1-2. (Szombathely, 1994–1995. – társszerző)
- Körmend régi kapui (Körmend, 1998. – Dr. Nagy Zoltánnal)
- Néhány megjegyzés a szombathelyi Szent Márton úti temető sírköveiről és sírépítményeiről 1-4. (VHHK 1999–2000.)
- A szentmártoni temető késő barokk és historizáló síremlékei (Szombathely, 2002.)
- Hortus Dei (Isten Kertje) • A szombathelyi "régi", vagy "szentmártoni" temetőt bemutató multimédiás CD–ROM (1999–2003) Kiadta a Szent Márton Úti Temetőért Egyesület (2003. november) [halott link]
- Ebédlő • Bútoripar Szombathely és környékén a századfordulón. (Egyetemi diplomamunka 2002.)
- Monogramos kapu a szombathelyi Óperint utcában (VHHK 2003.)
- A "második rokokó" néhány bútorfragmentuma Szombathely környékén (VHHK 2005.)
- A körmendi kastély bútorai az 1884 évi hitbizományi leltár alapján. ("A Batthyányak évszázadai" tanulmánykötet – Körmend, 2006.)
- Bútorok, lakások, asztalosok a békeidőben • Polgári ebédlőenteriőr a századforduló Szombathelyén • (Acta Savariensia 19. – Szombathely, 2006.)
- Az állomásfőnök otthona (Bácsország – Vajdasági honismereti szemle 2007/2 – 41. szám)
- Erwin Birnmeyer 80 éves kőszegi kiállításának megnyitószövege 2006.
- Rónaszéki Linda: Köldökgombok című akvarellsorozatáról

## Média
- "Új a nap alatt", első adás. (szerk: Fellegi Ádám), MTV.1993 április
- Szent Márton dokumentumfilm (szerk: Szekeres Krisztina, zene: Bonczó Ityko), Szombathelyi Televízió 2000
- "Stílusom" (készítette: Bonczó István Ityko), 2007

(Mindhárom szemelvény elérhető a művész honlapján.)